# Emiliano Bonazzoli
Emiliano Bonazzoli est un footballeur italien né le 20 janvier 1979 à Asola, dans la province de Mantoue en Lombardie. 

## Biographie
Bonazzoli compte une sélection en équipe d'Italie. Celle-ci a lieu le 15 novembre 2006, lors d'un match face à la Turquie.
Il remporte le Championnat d'Europe Espoirs 2004 avec l'équipe d'Italie espoirs.